# Teorema spin-statistica
Il teorema (di connessione) spin-statistica è un teorema della meccanica quantistica che mette in relazione lo spin di una particella con la statistica a cui essa deve obbedire; di conseguenza ne definisce la natura fermionica o bosonica. 
L'enunciato del teorema è:
Tutte le particelle a spin intero sono necessariamente bosoni in quanto obbediscono alla statistica di Bose-Einstein. 
Tutte le particelle a spin semintero sono necessariamente fermioni, in quanto obbediscono alla statistica di Fermi-Dirac.
La meccanica quantistica non relativistica non è in grado di determinare se un sistema di particelle debba essere descritto da una funzione d'onda simmetrica o da una funzione d'onda antisimmetrica. Soltanto una visione relativistica della meccanica quantistica, con le dovute ipotesi, porta ad affermare che la funzione d'onda di un sistema di bosoni è simmetrica, mentre la funzione d'onda di un sistema di fermioni è antisimmetrica.
Il principio di esclusione di Pauli è in accordo con il teorema spin-statistica: la funzione d'onda di due fermioni (in particolare elettroni) aventi tutti gli stessi numeri quantici è nulla.
Il teorema fu enunciato per la prima volta nel 1939 da Markus Fierz, e fu riderivato in maniera più sistematica da Wolfgang Pauli. Argomentazioni di tipo più concettuale furono fornite da Julian Schwinger nel 1950. Richard Feynman ne diede una dimostrazione partendo da presupposti differenti.